# The Lady Is a Tramp
"The Lady Is a Tramp" er en sang fra Rodgers og Harts musical Babes in Arms. Sangen er en parodi på New Yorks overklasse og dennes strenge etikette; første linje af sangen lyder: "I get too hungry for dinner at eight...".
Tony Bennett og Lady Gaga har indspillet en version af sangen, som de også opførte live på ABC's særudsendelse ifm. thanksgiving; showet havde titlen A Very Gaga Thanksgiving.